# Mariusz Naczk
Mariusz  Naczk (ur. 18 marca 1975) – fizjolog, doktor habilitowany, prorektor ds. rozwoju i finansów Uniwersytetu Zielonogórskiego.

## Życiorys
Absolwent Instytutu Wychowania Fizycznego w Gorzowie Wielkopolskim (2000). Pracę doktorską z zakresu fizjologii (nauki o kulturze fizycznej) "Narastanie siły i relaksacja w mięśniach zginaczach oraz prostownikach stawów łokciowego i kolanowego podczas dowolnych skurczów izometrycznych u młodych mężczyzn", napisaną pod kierunkiem Zdzisława Adacha, obronił 15 lipca 2008, w Akademii Wychowania Fizycznego im. Eugeniusza Piaseckiego w Poznaniu; Zamiejscowy Wydział Kultury Fizycznej w Gorzowie Wielkopolskim. Decyzją Wydziału Wychowania Fizycznego, Sportu i Rehabilitacji, Akademii Wychowania Fizycznego im. Eugeniusza Piaseckiego w Poznaniu z dnia 19 kwietnia 2016 na podstawie cyklu publikacji "Skuteczność treningu inercyjnego u młodych mężczyzn przy wykorzystaniu innowacyjnego systemu treningowo pomiarowego – Inertial Training Measurement System, uzyskał stopień doktora habilitowanego. Pracownik badawczo-dydaktyczny w Zamiejscowym Wydziale Kultury Fizycznej w Gorzowie Wlkp, AWF Poznań (2000–2018), od 2018 r. pracownik badawczo-dydaktyczny Uniwersytetu Zielonogórskiego.  W latach 2017–2018 pełnił funkcje Kierownika Zakładu Nauk Fizjologicznych w Zamiejscowym Wydziale Kultury Fizycznej w Gorzowie Wielkopolskim AWF Poznań. Od 2019 r. dyrektor Instytutu Nauk o Zdrowiu Collegium Medicum Uniwersytetu Zielonogórskiego.
Autor publikacji anglojęzycznych, specjalizuje się w treningu i rehabilitacji inercyjnej. Współtwórca systemów treningowych ITMS (Inertial Training Measurement System) oraz Cyklotren (patent RP PL 230 352).
Członek kilku stowarzyszeń np. Stowarzyszenie Lubuska Sieć Innowacji czy Stowarzyszenie Sportowe Baczyna Bulls. Propagator aktywnego stylu życia, trener personalny, instruktor narciarstwa alpejskiego i wielu innych dyscyplin sportu.